# La Ferté-Gaucher
La Ferté-Gaucher es una comuna francesa situada en el departamento de Sena y Marne, en la región de Isla de Francia.

## Demografía
| 2633 | 3258 | 3821 | 3871 | 3924 | 4150 | 4877 |
| Para los censos de 1962 a 1999 la población legal corresponde a la población sin duplicidades (Fuente: INSEE [Consultar]) |      |      |      |      |      |      |